# LangChain
LangChain 是一个应用框架，旨在简化使用大型语言模型的应用程序。作为一个语言模型集成框架，LangChain 的用例与一般语言模型的用例有很大的重叠。 重叠范围包括文档分析和总结摘要, 代码分析和聊天机器人。
LangChain提供了一个标准接口，用于将不同的语言模型（LLM）连接在一起，以及与其他工具和数据源的集成。LangChain还为常见应用程序提供端到端链，如聊天机器人、文档分析和代码生成。 LangChain是由Harrison Chase于2022年10月推出的开源软件项目。它已成为LLM开发中最受欢迎的框架之一。LangChain支持Python和JavaScript语言，并与各种LLM一起使用，如GPT-4、BERT和T5。

## 历史
LangChain由Harrison Chase于2022年10月作为开源软件项目推出，当时他在机器学习初创公司Robust Intelligence工作。